# Caner Taslaman
Caner Taslaman (geb. 1968 in Istanbul) ist ein türkischer Religionswissenschaftler, Philosoph und Autor.

## Frühes Leben und Ausbildung
Taslaman ist in Istanbul, Türkei, geboren und aufgewachsen. Er studierte Soziologie an der Boğaziçi-Universität Istanbul, wo er sich auf Gebiete wie Anthropologie, Religionssoziologie und die Beziehung der Religion zur modernen Wissenschaft konzentrierte. Er erhielt seinen Master am Institut für Philosophie und Religion der Marmara-Universität mit einer Arbeit über die Verbindung von Urknall-Theorie, Philosophie und Theologie. Sein Doktorgrad wurde ihm am selben Institut für seine Dissertation über die Verbindung zwischen der Evolutionstheorie, der Philosophie und der Theologie verliehen.

## Weiterführende Studien und Karriere
Nach dem Verfassen eines Buches über die Verbindung der Quantentheorie mit der Philosophie und Theologie wurde Taslaman Dozent. Er erwarb einen zweiten Doktortitel an der Fakultät für Politikwissenschaften der Universität Istanbul für seine Arbeit „Der Islam in der Türkei während der Globalisierung“.

## Öffentliches Engagement
Taslaman tritt regelmäßig in türkischen TV-Shows auf, in denen er einen Koran-orientierten Islam predigt. Er ist davon überzeugt, dass viele Hadithe im Volksglauben dem Propheten nur zugeschrieben werden. Er gehört zur Bewegung der Nur-Koran-Muslime, die die Verträglichkeit der modernen Wissenschaft mit dem Islam begründen. Einen „aufgeklärten Islam“ versteht Taslaman als die Aufklärung der Menschen und die Wiederbelebung des einen Islams wie zu Zeiten des Propheten Mohammed, nicht als Diskussion über Glaubensinhalte.

## Internationale Erfahrung und aktuelle Position
Taslaman unterrichtete an international renommierten Universitäten wie Cambridge, Harvard und Oxford. Heute lehrt er an der Philosophischen Fakultät der Yıldız Teknik Universität Istanbul.

## Werke
Caner Taslaman, hat eine Reihe von Büchern veröffentlicht, die teilweise kommerziell vertrieben wurden. In einem Schritt zur Förderung der Bildung und des Wissensaustauschs stellt er seine Werke als kostenlose E-Books auf seiner persönlichen Website zur Verfügung. Diese Bücher sind in bis zu 12 verschiedenen Sprachen erhältlich, was die Zugänglichkeit und Reichweite seiner Werke erheblich erhöht. Die Entscheidung, seine Bücher kostenlos zur Verfügung zu stellen, unterstreicht Taslamans Engagement für die Verbreitung von Wissen und Bildung. Durch das Angebot seiner Bücher in verschiedenen Sprachen fördert er die kulturelle Vielfalt und Inklusion.
E-Books die vom Autor freigegeben worden sind:
- Die Sieben Aufschreie der Seele
- Warum ich Muslim bin – Argumente für den islamischen Glauben. Antwort auf den Deismus
- Der Historizismus: Im Sumpf der Widersprüche
- Der Islam und die Frau
- Der Koran und die Konstruktionen des wissenschaftlichen Geistes
- Darf ein Muslim die Evolutionstheorie akzeptieren?
- Die Rhetorik von „Terror“ & „Cihad“ (Dschihad)

Die übersetzten Bücher spiegeln nur einen Teil seiner Sammlung wider. Die gesamte Sammlung liegt nur in türkischer Sprache vor:
- Dini Cevaplar 1 (Religiöse Antworten 1)
- Dini Cevaplar 2 (Religiöse Antworten 2)
- Ruhun Yedi Çığlığı (sieben Schreie der Seele)
- Hayretten Hayranlığa Aforizmalarım (Meine Aphorismen von Erstaunen bis Bewunderung)
- Neden Müslümanım ? (Warum bin ich Muslim?)
- Allah’ın Varlığının 12 Delili (12 Beweise für die Existenz Gottes)
- Terör’ün ve Cihad’ın Retoriği (Die Rhetorik des Terrors und des Dschihad)
- Tarihselcilik: Çelişkiler Bataklığında (Historizismus: Im Sumpf der Widersprüche)
- Tanrı Parçacığı (Gottesteilchen)
- modern-bilim-felsefe-ve-tanri (moderne Wissenschaft, Philosophie und Gott)
- Türkiye’de İslam ve Küreselleşm (Islam und Globalisierung in der Türkei)
- Kuran ve Bilimsel Zihnin İnşası (Koran und die Konstruktion des wissenschaftlichen Geistes)
- Kuantum Teorisi Felsefe ve Tanrı (Quantentheorie Philosophie und Gott)
- Evrim Teorisi Felsefe ve Tanrı (Evolutionstheorie Philosophie und Gott)
- İslam ve Kadın (Islam und die Frau)
- Fıtrat Delilleri (Evidenz der Natur)
- Bir Müslüman Evrimci Olabilir Mi? (Kann ein Muslim Evolutionist sein?)
- Big Bang ve Tanrı (Big Ban und Gott)
- Allah, Felsefe ve Bilim (Gott, Philosophie und Wissenschaft)

### Ältere Buchveröffentlichungen
- The Quran: Unchallengeable Miracle, 2006
- Modern Bilim, Felsefe ve Tanrı (Moderne Wissenschaft, Philosophie und Gott), 2008
- Kuantum Teorisi, Felsefe ve Tanrı (Die Quantentheorie, Philosophie und Gott), 2009
- The Big Bang, Philosophy and God, 2012
- Allah, Felsefe ve Bilim (Gott, Philosophie und die Wissenschaft), 2012
- Evrim Teorisi, Felsefe ve Tanrı (Die Evolutionstheorie, Philosophie und Gott), 2012
- 'Terör'ün ve 'Cihad'ın Retoriği (Die Rhetorik von ‚Terror‘ und ‚Dschihad‘), 2013
- Ahlak, Felsefe ve Allah (Moral, Philosophie und Gott), 2014
- Arzulardan Allah'a (Vom Verlangen zu Gott), 2014
- Allah'ın Varlığının 12 Delili (12 Beweise für die Existenz Gottes), 2015
- Kur'an ve Bilimsel Zihnin İnşası (Koran und der Aufbau eines wissenschaftlichen Geistes), 2015
- Tanrı Parçacığı (Der Gottpartikel), 2015
- Evren'den Allah'a (Vom Universum zu Gott)